# SolarEdge

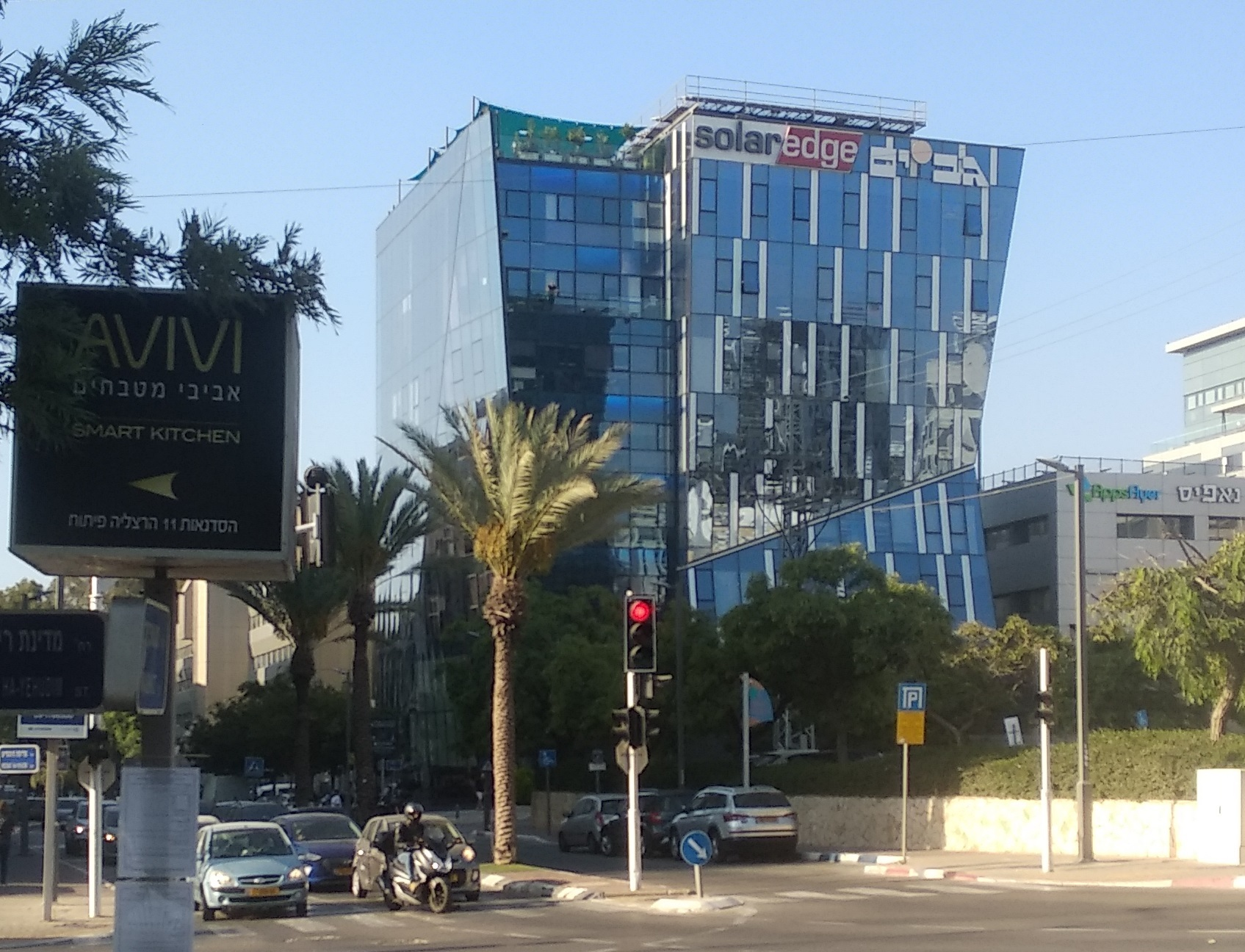
Hauptsitz von SolarEdge (2022)

SolarEdge (hebräisch סוֹלַרְאֶדְג׳ טֶכְנוֹלוֹגְיוֹת בָּעָ״מ Sōlarʾedǧ Ṭechnōlōgjōt BaʿAM) ist ein Anbieter für photovoltaische Energiegewinnungs-, optimierungs- und Monitoringsysteme. Das Unternehmen wurde 2006 von Guy Sella gegründet und hat seinen Stammsitz in Israel mit Standorten in Deutschland  und Italien, sowie Geschäftsstellen in weiteren Ländern.
Das Unternehmen entwickelt und vertreibt Photovoltaikmodule, Wechselrichter, Leistungsoptimierer, Batteriespeicher (seit 2022) und dazu passende und gehörende Systeme („Smart Energy“ genannt) und Monitoringplattformen. Die Batteriespeicher wurden bislang in Südkorea gefertigt.

## Technischer Ansatz/ Technik
Traditionelle Photovoltaik zeichnet sich üblicherweise durch zentralisierte Wechselrichter aus. Da Solarmodule stets in Reihe in einem Strang geschaltet werden, fließt durch alle Module der gleiche Strom. Der Wechselrichter regelt seinen Eingangsstrom pro Strang auf einen über die Module gemittelten Punkt maximaler Leistung, den so genannten Maximum Power Point (MPP). Die Art der Regelung nennt man Maximum Power Point Tracking. Infolgedessen geht immer Leistung verloren, sobald Fehlanpassung der Module vorliegt, was in vielen Fällen aufgrund von Toleranzen im Herstellungsprozess, Teilverschattung, ungleichen Verschmutzungsgraden und ungleichmäßiger Ausrichtung nicht verhindert werden kann. Darüber hinaus können Verluste durch ein träges Reglerverhalten des MPP-Reglers bei dynamischen Wetterbedingungen (wechselhafte Einstrahlung durch Wolken), sowie Verluste durch Über- oder Unterschreiten der erlaubten Eingangsspannung des Wechselrichter an extrem heißen oder kalten Tagen, auftreten.
Außerdem stehen traditionelle (zentralisierte) PV-Architekturen vor weiteren Herausforderungen: Durch die Stranglänge und Ausrichtung der Module entstehen Einschränkungen bei der Anlagenplanung. Anlagenüberwachung und Fehlererkennung beschränken sich auf den Wechselrichter (oder in manchen Fällen auf die Leitungsstränge). Die hohe Gleichspannung stellt ein Risiko für Installateure und Feuerwehrleute dar.
Energieverluste aufgrund von Fehlanpassung werden dadurch vermieden, dass MPPT für jedes Modul individuell durchgeführt wird und die einzelnen Module nicht in einem Strang in Serie geschaltet werden. Die Strangspannung bleibt auf einem festen Wert, so dass die Stränge ungeachtet ihrer Länge und Module verschiedenen Typs und Neigungswinkels kombiniert werden können. Kontinuierliche Leistungsmessung ermöglicht Onlineüberwachung und Fehlererkennung auf Modulebene. Die Sicherheit für Installateure und Feuerwehrleute wird gewährleistet, indem die Gleichspannung solange abgeschaltet bleibt, bis der Wechselrichter angeschlossen bzw. eingeschaltet wird.
Dieses System der Leistungsoptimierung bei PV-Modulen kann mit oder ohne SolarEdge-Wechselrichter betrieben werden.
Entsprechend dem Ansatz enthalten die von Solaredge angebotenen Photovoltaikmodule Leistungsoptimierer.

### Leistungsoptimierung mit SolarEdge-Wechselrichter
Das SolarEdge-System besteht aus drei Komponenten:

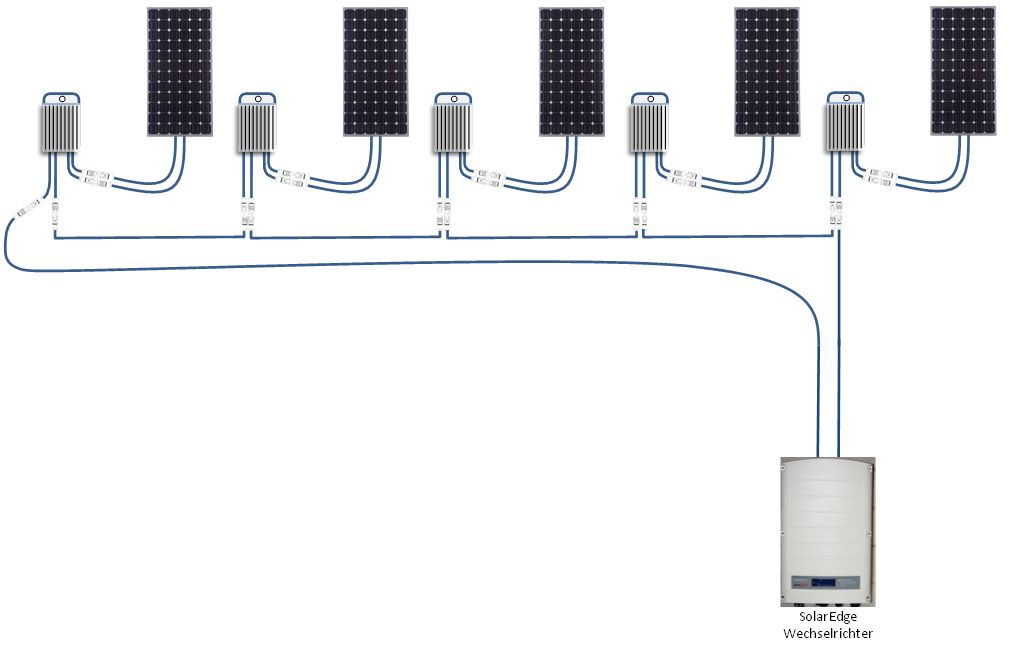
Verdrahtungsbeispiel für Leistungsoptimierer mit SolarEdge-Wechselrichter

- SolarEdge Leistungsoptimierer: Die Leistungsoptimierer sind anstelle der Anschlussdose in die Solarmodule eingebettet, oder können durch Installateure nachträglich an PV-Module angebracht werden. Die Leistungsoptimierer optimieren die Ausgangsleistung der Module durch MPP-Regelung und sorgen für eine feste Strangspannung. Dies ermöglicht einen größeren Freiraum bei der Gestaltung optimaler PV-Anlagen (z. B. können Stränge unterschiedlicher Länge oder Ausrichtung parallel geschaltet werden). Wenn ein Leistungsoptimierer ausfällt, z. B. wegen Verschattung eines Moduls, wird vom WR von den anderen Leistungsoptimieren mehr Spannung angefordert, so dass diese immer bei 750 V liegt:
  - Residential Optimierer, Gleichspannung = 60 VDC/Optimierer,
  - Commercial Optimierer, Gleichspannung = 85 VDC/Optimierer,
  - Optimierer im Sicherheitsmodus (Leerlauf) = 1 V/Optimierer (±10 %).
- SolarEdge-Wechselrichter: Da die MPPT-Regelung und die Regelung der Strangspannung durch die Leistungsoptimierer erfolgt, ist der SolarEdge-Wechselrichter ausschließlich für die Erzeugung der netzseitigen Wechselspannung zuständig. Besonderheit: Im Unterschied zu anderen Wechselrichter-Herstellern ist die Lichtbogenerkennung in SolarEdge Wechselrichtern nicht automatisch aktiviert.
- Das SolarEdge Monitoring Portal ist eine webbasierte Anwendung. Die Software erkennt eine Vielzahl leistungsbezogener Probleme, welche sonst eventuell unerkannt bleiben, und generiert automatische Warnmeldungen. SolarEdge Monitoring ist in jede PowerBox integriert und kommuniziert über die bestehende Verkabelung.

Leistungsoptimierer von SolarEdge haben einen sogenannten SafeDC-Mechanismus, durch welchen die Leistungsoptimierer, sobald diese an ein PV-Modul angeschlossen werden, eine sichere Spannung von nur etwa 1 VDC aufweisen, bis die Leistungsoptimierer
- mit einem SolarEdge-Wechselrichter oder
- mit der SolarEdge Sicherheits- & Überwachungsschnittstelle (Safety & Monitoring Interface, SMI)

verbunden sind. Bei Verpolung zwischen Modulen / Leistungsoptimierern wird die Gesamtspannung (Sicherheitsspannung) um die Anzahl der verpolten Optimierer reduziert (acht Module richtig angeschlossen, vier Module verkehrt = gemessene Sicherheitsspannung anstelle von 12 Volt (12 × 1 V/Optimierer) nur 4 Volt angezeigt = 8–4V).
2023 werden die bisherigen P-Modelle der Leistungsoptimierer für Gewerbeanlagen durch die neuen S-Modelle ersetzt.

### Leistungsoptimierung ohne SolarEdge-Wechselrichter
Leistungsoptimierer von SolarEdge können auch an Wechselrichtern anderer Hersteller angeschlossen werden. Es sind dabei zwei Anwendungsmöglichkeiten vorgesehen:
- mit der SolarEdge Sicherheits- & Überwachungsschnittstelle (SMI),
- ohne eine SMI.

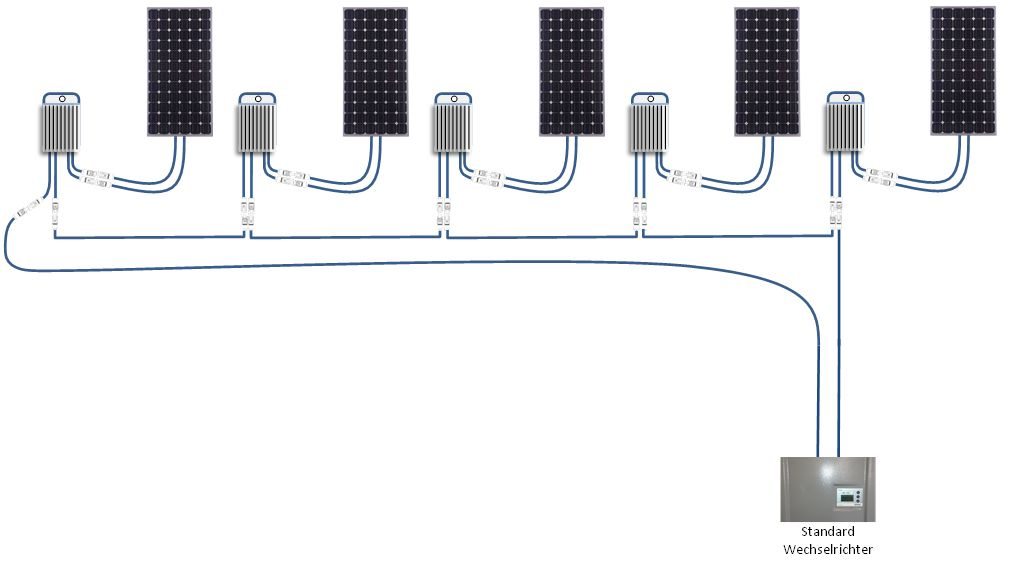
Verdrahtungsbeispiel für Leistungsoptimierer ohne SolarEdge-Wechselrichter

Wird die SMI nicht verwendet, muss der SafeDC-Mechanismus, durch welchen die Leistungsoptimierer, sobald diese an ein PV-Modul angeschlossen werden, eine sichere Spannung von nur etwa 1 V aufweisen, ausgeschaltet werden. Dies geschieht mit dem SolarEdge Key. Der Schaltzustand, SafeDC™-Mechanismus eingeschaltet oder ausgeschaltet, wird dabei am Wechselrichter oder den Leistungsoptimierern nicht angezeigt. Nach dem Ausschalten des SafeDC-Mechanismus liegt die Leerlaufspannung der Module an den Strings an (mehrere hundert Volt Gleichspannung). Mehrere Leistungsoptimierer in einem String können gleichzeitig ausgeschaltet werden. Es müssen mindestens 4 und dürfen maximal 30 Leistungsoptimierer in einem String zusammengefasst werden (bzw. bis max. 1000 VDC Systemspannung).

## Auszeichnungen
SolarEdge erhielt insbesondere die folgenden Auszeichnungen:
- Frost & Sullivan: „2009 European Solar Photovoltaic Hot Investment Opportunity Award“ (9/2009)[1]
- Guardian UK and Cleantech Group: Auszeichnung als Unternehmen der „Global Cleantech 100“ (9/2009)[14]
- Cleantech 2009 Tradeshow: „The Exceptional Product in the Environmental Protection Arena“ award (6/2009).

## Kritik
Ein Funkamateur in Deutschland stellte starke Störungen durch die Leistungsoptimierer von SolarEdge in der PV-Anlage seines Nachbarn fest. Die Bundesnetzagentur hat diese Störaussendungen, welche das erlaubte Maß um bis zu 44 dB überschritten haben, bestätigt und eine Nachbesserung der Anlage verfügt, welche wohl in der Zwischenzeit erfolgt ist. Im Amtsblatt der Bundesnetzagentur 9-2021 wurde die Firma zu einer Stellungnahme zu den mutmaßlich nicht konformen Optimizern der Typen P300, P370, P600 und P600-M27 aufgefordert.